# Inés Brandán Valy
Inés Brandán Valy (n. Salta, 14 de mayo de 1971) es una escritora argentina y licenciada en comunicaciones sociales de la Universidad Católica de Salta.

## Biografía
Nació en Salta el 14 de mayo de 1971. Cursó sus estudios primarios y secundarios en su ciudad natal y es Licenciada en Comunicaciones Sociales (egresada de la Universidad Católica de Salta)
Su pasión por la literatura se despierta a temprana edad (convirtiendo las anécdotas en divertidos relatos familiares). Materializa su inclinación por la literatura en la etapa universitaria, y años más tarde, gracias a la participación en talleres, sus textos aparecen en distintas antologías como: “Alquimia Literaria”, “Letras Capitulares” y “Faros en la Niebla”.
Publicó su primer libro de cuentos “El Juego” en mayo de 2018 y su presentación fue declarada de interés por la Cámara de Senadores de la Provincia de Salta. En 2019 fue presentado en la Feria del Libro de Buenos Aires en el stand de la Provincia de Salta.
Obtuvo el segundo puesto en el concurso literario “Archipiélago Fantástico” con su cuento “Archipiélago Malayo” y mención por otro de sus escritos. También obtuvo el primer premio en el concurso de la Provincia de Salta con su novela “La Rebelión de Nuna” en el año 2019. La novela está ambientada en Iruya y la protagonista es Alma, una joven iruyana que en los años setenta se une a la guerrilla para emanciparse y buscar su libertad. Entre el jurado que eligió su obra se encuentra la reconocida escritora Raquel Espinosa.
Actualmente se desempeña en diversos medios periodísticos como columnista de Arte y Cultura promocionando la actividad cultural de la provincia. Tiene su propio programa en FM Profesional 89.9 llamado Capítulo Uno que se emite de lunes a viernes en donde habla de libros, autores, arte, música, etc.